# 신림중학교 (강원)
신림중학교(神林中學校)는 대한민국 강원특별자치도 원주시 신림면 신림리에 있는 공립 중학교이다.

## 학교 연혁
- 1966년 12월 13일 : 신림중학교 설립인가(6학급)
- 1967년 3월 31일 : 입학식 및 개교식 거행
- 2008년 3월 1일 : 3(1)개 학급편성 운영 ※( )안은 특수학급
- 2024년 9월 1일 : 제24대 오병옥 교장 부임
- 2025년 1월 3일 : 제56회 졸업식(9명) 총 졸업생 수 3,502명
- 2025년 3월 4일 : 입학식(신입생 9명)

## 참고 자료
- 신림중학교 - 한국교육학술정보원 학교알리미